# Łasica pospolita
Łasica pospolita, łasica, łaska (Mustela nivalis) – gatunek niewielkiego drapieżnego ssaka z rodziny łasicowatych (Mustelidae).

## Występowanie i biotop
Łasica pospolita jest rozpowszechniona na półkuli północnej. Zamieszkuje większość Europy, znaczny obszar północnej Afryki i Azji oraz północną część Ameryki Północnej. Została introdukowana w Nowej Zelandii, na Malcie, Krecie, Azorach oraz prawdopodobnie na Wyspie Świętego Tomasza. Łasice występują w bardzo różnorodnych siedliskach: w lasach, na obszarach rolniczych, polach uprawnych, łąkach i pastwiskach, zaroślach nadrzecznych, żywopłotach, w górskich halach i lasach, na stepach, półpustyniach, preriach i wydmach nadmorskich. Żyją na wysokości od poziomu morza do przynajmniej 3860 m. Udokumentowano zmniejszanie się populacji łasicy na niektórych obszarach Europy. W Ameryce Północnej jest to gatunek o szerokim zasięgu występowania, ale uważany za dość rzadki. W Europie jest względnie pospolity, choć nieczęsto obserwowany. Średnia gęstość występowania wynosi od 1 do 7 na 100 hektarów. Gdy pożywienia jest dostatek może wzrosnąć lokalnie do 0,2–1,0 osobnika na hektar. Populacja zmienia się sezonowo i z roku na rok (czasami rosnąc nawet 10-krotnie) w zależności od dostępności małych gryzoni.

## Charakterystyka

### Wygląd
Długość ciała łasicy pospolitej wynosi do 28 cm (samce większe od samic). Tułów ma smukły, giętki. Kończyny są krótkie o owłosionych podeszwach. Ogon jest dość spory, szeroki i puszysty. Podgatunek M. n. rixosa żyjący w Ameryce Północnej jest najmniejszym przedstawicielem rodziny. Ubarwienie letniej sierści na plecach jest brązoworude, na brzuchu białe, odgraniczone od barwy grzbietu linią falistą. Cały ogon jest brązowy. Na białej sierści brzucha często występują brązowe cętki i plamki. W zimie sierść jest całkowicie biała (w górach północnej i wschodniej Europy) lub bieleje tylko częściowo, albo pozostaje brązowe jak w lecie, tylko jest jaśniejsze (środkowa Europa).

### Tryb życia
Łasica pospolita jest aktywna w dzień i w nocy, dlatego czasem pada ofiarą sów. W zimie poluje pod śniegiem. Dzięki swym małym rozmiarom dostaje się bez trudu do kryjówek swych ofiar. Podstawowym pokarmem łasicy są drobne zwierzęta, głównie myszy, które łowi w norach. Zjada także ptasie jaja, żaby, jaszczurki, drobne ptaki, czasem króliki. Przy większej dostępności pokarmu robi zapasy. Dzienne zapotrzebowanie pokarmowe wynosi dla samców 33 g (27% masy ciała), dla samic 23 g (30% masy ciała).
Łasica pospolita gniazduje w norach. Ma 1-2 mioty rocznie w różnych porach roku. Ciąża trwa ok. 35 dni. Jednorazowo rodzi się 3-9 młodych. Laktacja trwa 6-8 tygodni, ale młode łasice już po 14 dniach pobierają stały pokarm. Samodzielność uzyskują po 12-16 tygodniach, zaś dojrzałość płciową po około 4 miesiącach. Długość życia łasicy na swobodzie wynosi około 3 lata, w niewoli dożywa do 6 lat.

### Podgatunki
Wyróżnia się kilkanaście podgatunków łasicy:
- M. nivalis allegheniensis
- M. nivalis boccamela
- M. nivalis campestris
- M. nivalis caucasica
- M. nivalis eskimo
- M. nivalis heptneri
- M. nivalis mosanensis
- M. nivalis namiyei
- M. nivalis nivalis – łasica pospolita
- M. nivalis numidica
- M. nivalis pallida
- M. nivalis pygmaea
- M. nivalis rixosa – łasica mała
- M. nivalis rossica
- M. nivalis russelliana
- M. nivalis stoliczkana
- M. nivalis tonkinensis
- M. nivalis vulgaris

## Znaczenie
Na łasicę polują sowy i jastrzębie, lecz ze względu na dużą agresywność nie jest łatwą zdobyczą. We wczesnośredniowiecznej Europie oswojone łasice, łapiąc gryzonie, zastępowały tępione wówczas jako wcielenie zła koty.

## Zagrożenia i ochrona
W Czerwonej księdze gatunków zagrożonych Międzynarodowej Unii Ochrony Przyrody i Jej Zasobów został zaliczony do kategorii LC (niższego ryzyka). W Polsce gatunek objęty częściową ochroną, obowiązuje między innymi zakaz umyślnego zabijania, okaleczania i chwytania.